# کریستین لا گروتریا
کریستین لا گروتریا (انگلیسی: Cristian La Grottería؛ زادهٔ ۲۵ ژوئیهٔ ۱۹۷۴) بازیکن فوتبال اهل کشور آرژانتین است.
از باشگاه‌هایی که در آن بازی کرده‌است می‌توان به باشگاه فوتبال استودیانتس، باشگاه فوتبال آنکونا، باشگاه فوتبال پادوا، باشگاه فوتبال پالرمو، و باشگاه فوتبال اسپال اشاره کرد.